# Lac d'Iseo
Le lac d'Iseo (en italien : Lago d'Iseo ou Sebino) est un lac des préalpes italiennes. Avec une superficie de 65 km2, placé au fond du Val Camonica, situé en Lombardie, il contient la plus grande île lacustre d’Europe, Monte Isola.

## Géographie
Il est situé entre les lacs de Côme et de Garde, dans la partie nord de la plaine du Pô à une cinquantaine de kilomètres de Milan.

## Géologie
Il y a soixante-dix millions d'années, l'altitude du sol était beaucoup plus élevée parce que, sur l'actuel socle rocheux, s’étendait une couche supplémentaire d’une épaisseur de plus de 5 000 mètres.
Les montagnes alors avaient un aspect entièrement différent et constituaient une série de chaînes parallèles, espacées de profondes vallées. Les roches qui constituent la montagne bordant le lac d’Iseo se sont formées à l’ère secondaire, entre 230 et 70 millions d’années, par couches, par consolidation des boues qui s’y étaient déposées dans une ancienne mer située dans une zone aujourd'hui correspondant à l'espace entre l'Europe centrale et le centre de l'Afrique.
Successivement ces roches se sont déplacées vers leur position actuelle, en continuant à se déformer, pour former des plis plus compliqués. Le Val Camonica était initialement une vallée fluviale, à section en V. Un million d’années plus tard, le climat s’est fortement refroidi, au point que l’Europe centrale, y compris les Alpes, a été recouverte d’une grande calotte glaciaire, de quelques milliers de mètres d’épaisseur.
Ces glaciers descendaient dans la vallée, jusqu’en plaine où ils se dispersaient. Cette glace a changé la forme des vallées par l’énorme quantité de pierres tombées des montagnes en leurs fonds, compressée par l’énorme poids des glaciers mêmes, le tout creusant le fond de la vallée pour former une cuvette, qui aujourd'hui se trouve à 65 mètres sous le niveau de la mer constituant le lit du lac.

## Histoire
Les premiers signes de vie sur le bord du lac d’Iseo sont attestés par quelques découvertes faites à Sarnico de restes de palafittes (pilotis supportant les habitations lacustres à l'âge de pierre polie) qui confirment une présence préhistorique. De la plaine du Pô allant vers le Nord, les Étrusques se fixent à la limite des vallées. En revanche, dans le Val Camonica sont présents les Camunni développant leur activité propre, remontant à l’âge du bronze, jusqu’à la conquête romaine, laissant des inscriptions rupestres sur des roches aplanies par les glaciers, principalement dans la zone de Capo di Ponte. Après la fin de l’Empire romain, se succèdent les invasions barbares et diverses dominations, dont celle des Lombards.
En 774, Charlemagne occupe le Val Camonica et une partie du lac d’Iseo, en faisant donation aux religieux de Tours. En 1161, Frédéric Barberousse descend du Val Camonica et le 12 juin vainc, saccage et incendie Iseo. La zone vivra successivement les luttes continues entre Guelfes et Gibelins.
Suit en 1428 l’intervention de la république de Venise et son occupation de toute la zone du lac et de la vallée, qui connait alors une période de paix jusqu’en 1509. En 1797, avec la fin de la domination vénitienne, le Valcamonica et Pisogne sont rattachés au département du Serio et unis à Bergame, puis retournent faire partie de la province de Brescia en 1859, quand, après la défaite des troupes autrichiennes à la bataille de San Martino et à celle Solférino, le territoire est réuni avec le reste de la Lombardie au royaume de Sardaigne, première étape de l’unité italienne.

## Le lac d’Iseo aujourd’hui
La principale activité est le tourisme : le lac d’Iseo, généralement fréquenté toute l’année, a sa saison touristique de mai à septembre, période pendant laquelle les manifestations sont nombreuses : régates de voiliers, concerts et soirées dansantes, et aussi diverses activités sportives : la natation, le windsurf, la pêche sportive, la plongée sous-marine et le nautisme à la voile, cette dernière bénéficiant d’un vent régulier.
La pêche traditionnelle est encore active dans les villages riverains. Sur les rives du lac est produite une excellente huile d'olive, dotée d'attestées caractéristiques organoleptiques. L’industrie est présente dans les quatre centres principaux du lac (Iseo, Sarnico, Pisogne et Lovere-Castro).
Lovere et Castro constituent le principal centre industriel du lac et sont presque unis entre eux par le grand établissement de la Lucchini Sidermeccanica, un des premiers établissements sidérurgiques italiens, construit aux environs de 1870. À Pisogne, c’est l’activité du bois et des vernis. À Sarnico, ce sont les industries de la soie, l'industrie mécanique et de la peinture, sans oublier les chantiers navals pour la construction des coques de compétition et de plaisance. À Iseo et aux alentours, existent des filatures de coton et de tissages, alors qu’à Sulzano et à Monte Isola sont produits des filets de pêche et de chasse, Marone est le siège de la Fabbrica mineraria Dolomite Franche.

### La rive orientale ou bresciane
La rive bresciane est très variée : d’une part le lac et le Mont Isola, de l’autre des vignes, les oliviers et les fruits dans le bas, auxquels succèdent les bois de châtaigniers et plus haut, les crêtes arrondies de la montagne. Le premier pays de la rive bresciane du lac est Paratico, suivi d’Iseo, le plus important centre touristique du lac, où le territoire, occupe les deux tiers de la rive orientale avec les hameaux de Clusane, Covelo (grottes et parois d’escalade), Pilzone (promontoire de Montecolo), Sulzano (pays de pêcheurs, traversée vers Mont Isola), Sale Marasino (amphithéâtre et vieux édifices), Marone (centre industriel, route vers le mont Guglielmo, pyramides d’érosion).

### La rive occidentale ou bergamasque
La rive bergamasque est aussi très variée. De Sarnico à Predore se trouvent des plages, puis le panorama devient plus sauvage avec des routes en lacet, des ravins et des éperons rocheux, avec de-ci de-là des vignes et des oliviers. Quelque centres habités : Tavernola Bergamasca, Portirone, Zu, Riva di Soto, Castro (Bergame), Lovere et Costa Volpino au confluent du fleuve Oglio avec le lac.

### Monte Isola
L’île de Monte Isola, siège de la commune du même nom, se trouve au milieu du lac, et a une végétation typiquement méditerranéenne, avec des floraisons de genêts au printemps et de bruyères en automne. C’est la plus grande île habitée des lacs européens qui culmine à 600 m, avec le sanctuaire de la « Madone de la Ceriola », qui surplombe le lac de 400 m. Le versant occidental de l’île descend en pente douce vers le lac, avec arbres fruitiers et oliviers, alors que le versant opposé est très accidenté et rocailleux. L’accès est interdit aux engins motorisés, sauf ceux d’utilité publique. L’accès aux touristes est possible en « traghetti » depuis Sarnico, Tavernola, Lovere, Iseo, Sulzano, Sale Marasino.

## Galerie

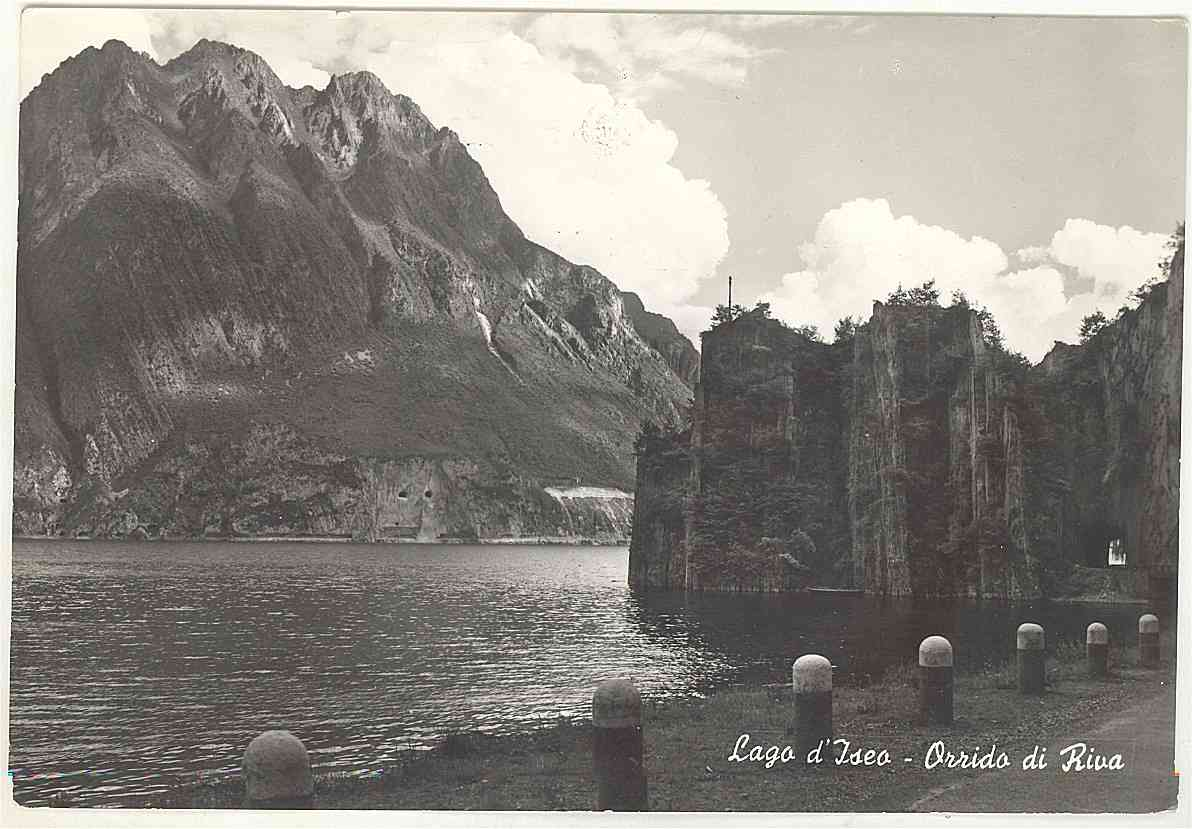
Le lac en 1966.
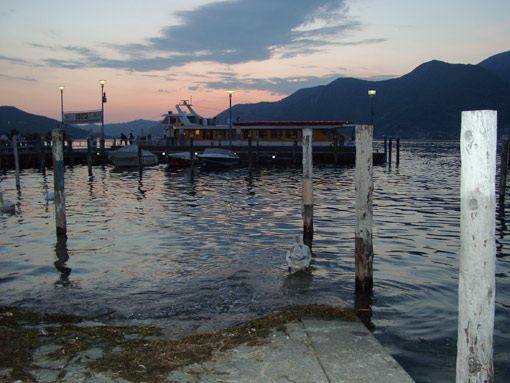
Lac d'Iseo.
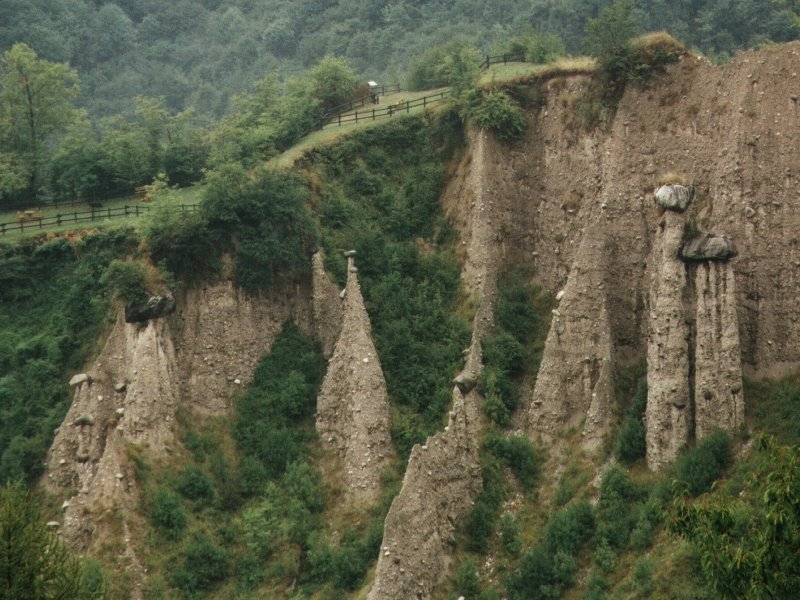
Lac d'Iseo : les « Pyramides d’érosion » de Zone.
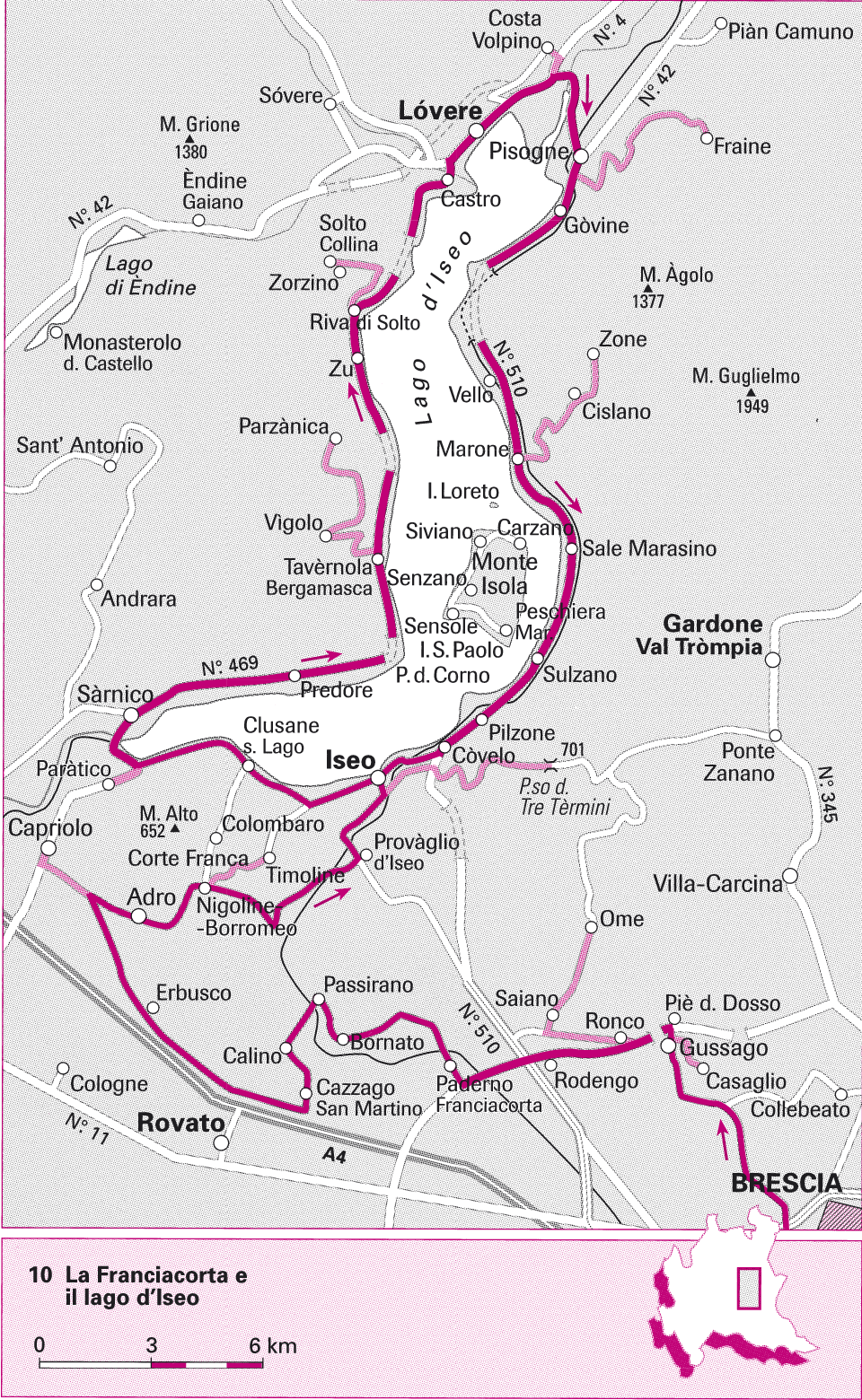
Franciacorta et le lac d'Iseo